# Roberta Tomber
Roberta S. Tomber (1954 - 1 de mayo de 2022), miembro de la Sociedad de Anticuarios de Londres, fue una arqueóloga británica. 

## Biografía
Tomber trabajó en el Servicio de Arqueología del Museo de Londres (1988-2001) y en la Universidad de Southampton (2002-2004) antes de unirse al Museo Británico como investigadora visitante honoraria en el Departamento de Conservación e Investigación Científica.  Su investigación se centraba en el estudio de cerámicas de los antiguos contactos entre el Mediterráneo, el Mar Rojo y el Océano Índico.
Fue elegida miembro del consejo de la Sociedad Romana en junio de 2019.  Fue elegida miembro de la Sociedad de Anticuarios de Londres en 1995. 

## Publicaciones
- Tomber, R. 2013. "Ollas, monedas y baratijas en el comercio de Roma con Oriente", en PS Wells (ed) Roma más allá de sus fronteras: importaciones, actitudes y prácticas (Journal Roman Archaeology Supp 94). Portsmouth Rhode Island, 87–104.
- Tomber, R., Blue, L. y Abraham, S. (eds) 2010. Migración, comercio y pueblos, Parte I: Comercio en el Océano Índico y arqueología de la India occidental, Asociación Británica de Estudios del Sur de Asia.
- Tomber, R. 2008. Comercio indo-romano: de las ollas al pimiento . Londres, Duckworth.
- Tomber, R. 2007. "Roma y Mesopotamia: importadores de la India en el primer milenio d. C.", Antiquity 81, 972–88.
- Tomber, R. y Dore, J. 1998. Colección Nacional de Referencia de Tejidos Romanos. Un manual. Monografía 2 del Servicio de Arqueología del Museo de Londres. Londres, MOLAS.
- Davies, B., Richardson, B. y Tomber, R. 1994. Una tipología fechada de la cerámica romana temprana de la ciudad de Londres (CBA Res Rep 98). Consejo de Arqueología Británica.